# Magdalena Niemczyk
Magdalena Niemczyk (25 de marzo de 2003) es una deportista de Polonia que compite en atletismo. Ganó una medalla de bronce en el Campeonato Europeo de Atletismo Sub-20 de 2021, en la prueba de 4 × 100 m.